# HeForShe
HeForShe, auch #HeforShe, ist eine Kampagne von UN Women in den sozialen Medien, die sich weltweit für Frauenrechte sowie die Gleichstellung der Geschlechter einsetzt.

## Gründung
Die Kampagne wurde bei den Vereinten Nationen am 20. September 2014 durch die Exekutivdirektorin von UN Women, Phumzile Mlambo-Ngcuka sowie den Präsidenten der 69. Sitzung der Generalversammlung, Sam Kahamba Kutesa und dem UN-Generalsekretär Ban Ki-moon gestartet. Die Eröffnungsrede vor den Vereinten Nationen hielt Emma Watson, in der sie erklärte, warum Männer Feministen werden und sich für Frauenrechte einsetzen müssen.
Die Kampagne finanziert sich durch Spenden und Fördergelder.

## Ziele
Ziel ist es nach eigenen Angaben, Männer und Jungen als Unterstützer für einen Wandel hin zur Verwirklichung einer Gleichberechtigung der Geschlechter zu gewinnen, sie zu ermutigen für mehr Frauenrechte zu kämpfen und gegen Ungleichheiten vorzugehen. Basierend auf dem Gedanken, dass die Gleichstellung der Geschlechter ein Problem ist, das alle Menschen betrifft und dies in sozialer, wirtschaftlicher und politischer Hinsicht, versucht sie Männer und Jungen in eine Bewegung einzubeziehen, die ursprünglich als „Kampf von Frauen für Frauen“ konzipiert war. Die Solidaritätskampagne umfasst die Themen Bildung, Politik, Gewalt, Beruf, Gesundheit und Identität.
Erfolge
HeForShe steigerte den Frauenanteil an Universitäten und bei Unternehmen, die eine Partnerschaft mit der Initiative eingingen. Bis 2021 stieg etwa der Frauenanteil in höheren Führungspositionen an den entsprechenden Universitäten um 90 %. Bei den verpartnerten Unternehmen erhöhte aber nur etwas weniger als jedes zweite Unternehmen den Frauenanteil in Führungspositionen. Diese Erfolge sind zum Teil auf die hohe Sichtbarkeit in sozialen Medien zurückzuführen. Innerhalb von zwei Wochen nach Start der Kampagne generierte diese 1,1 Millionen Tweets von 750.000 verschiedenen Usern.